# Brisure
Een brisure of breuk is een breuk of bijteken in het wapen van een jongere zoon of van een bastaard. 
Brisures kunnen veel vormen aannemen. Te denken valt aan schildzoom, barensteel, of een toegevoegd veld. Hoofdregel is dat het wapen van dat van de vader of de oudste broer moet afwijken. De schuinstreep sinister is bij uitstek de brisure van een buitenechtelijk kind maar er zijn ook andere brisures gebruikt om bastaardij aan te duiden.

## De brisures in de wapens van de zonen van de Portugese koningen

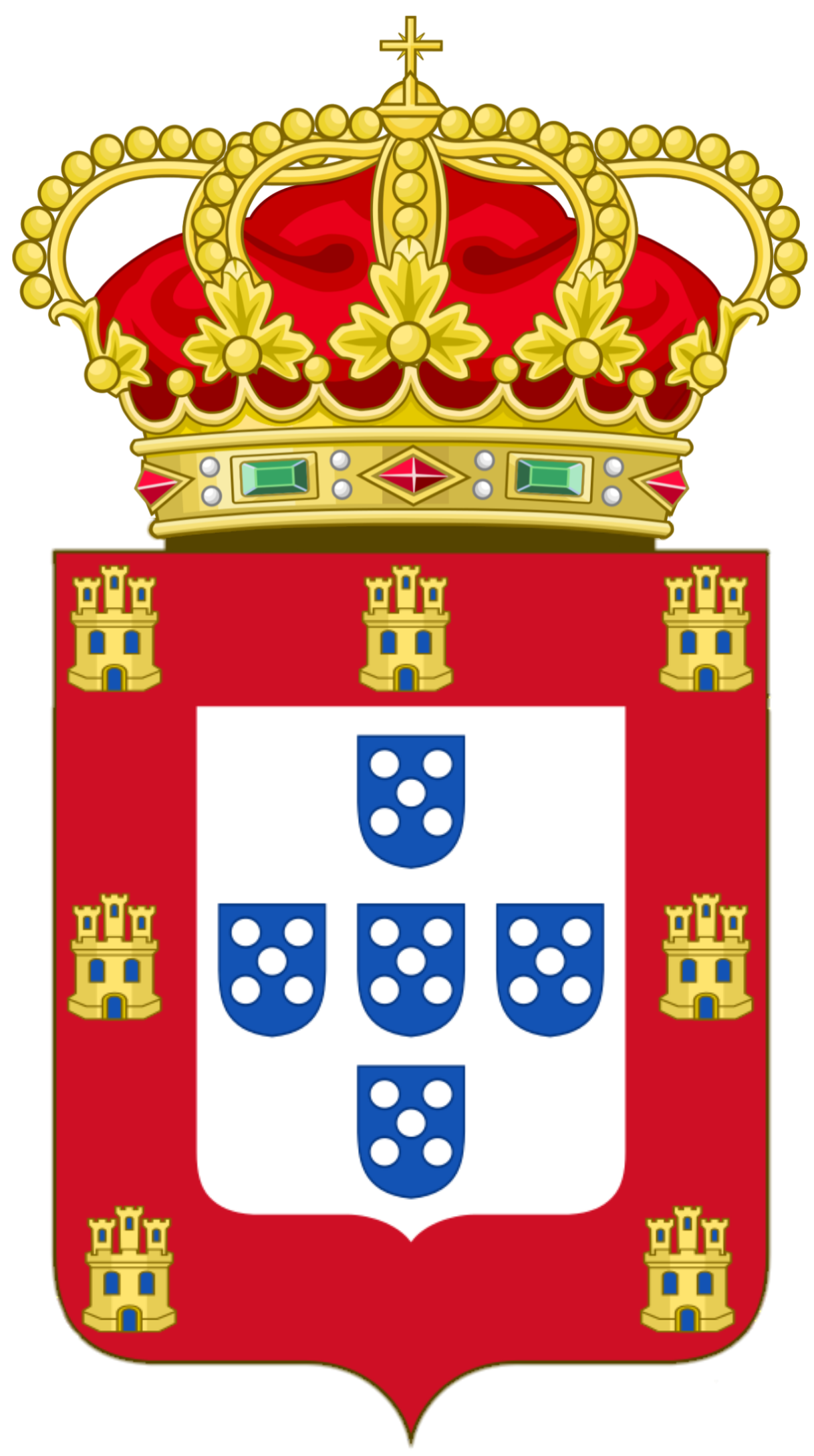
De Koning van Portugal
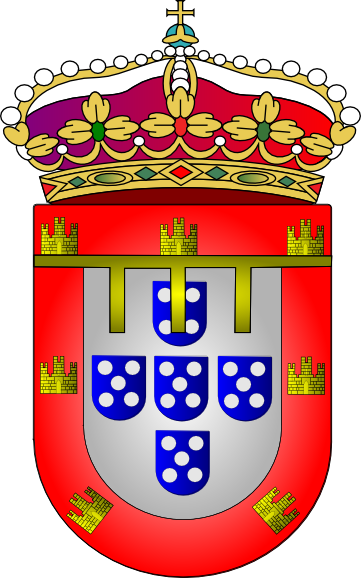
Een zoon van de Koning
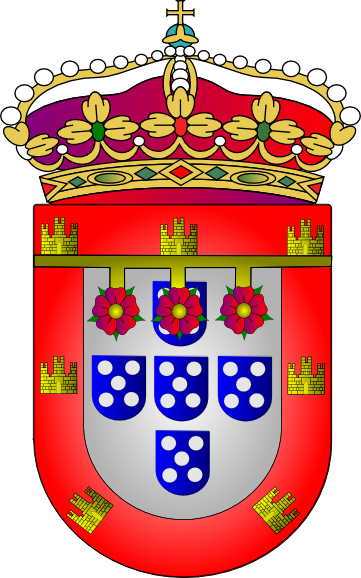
De Príncipe da Beira, oudste zoon van de troonopvolger
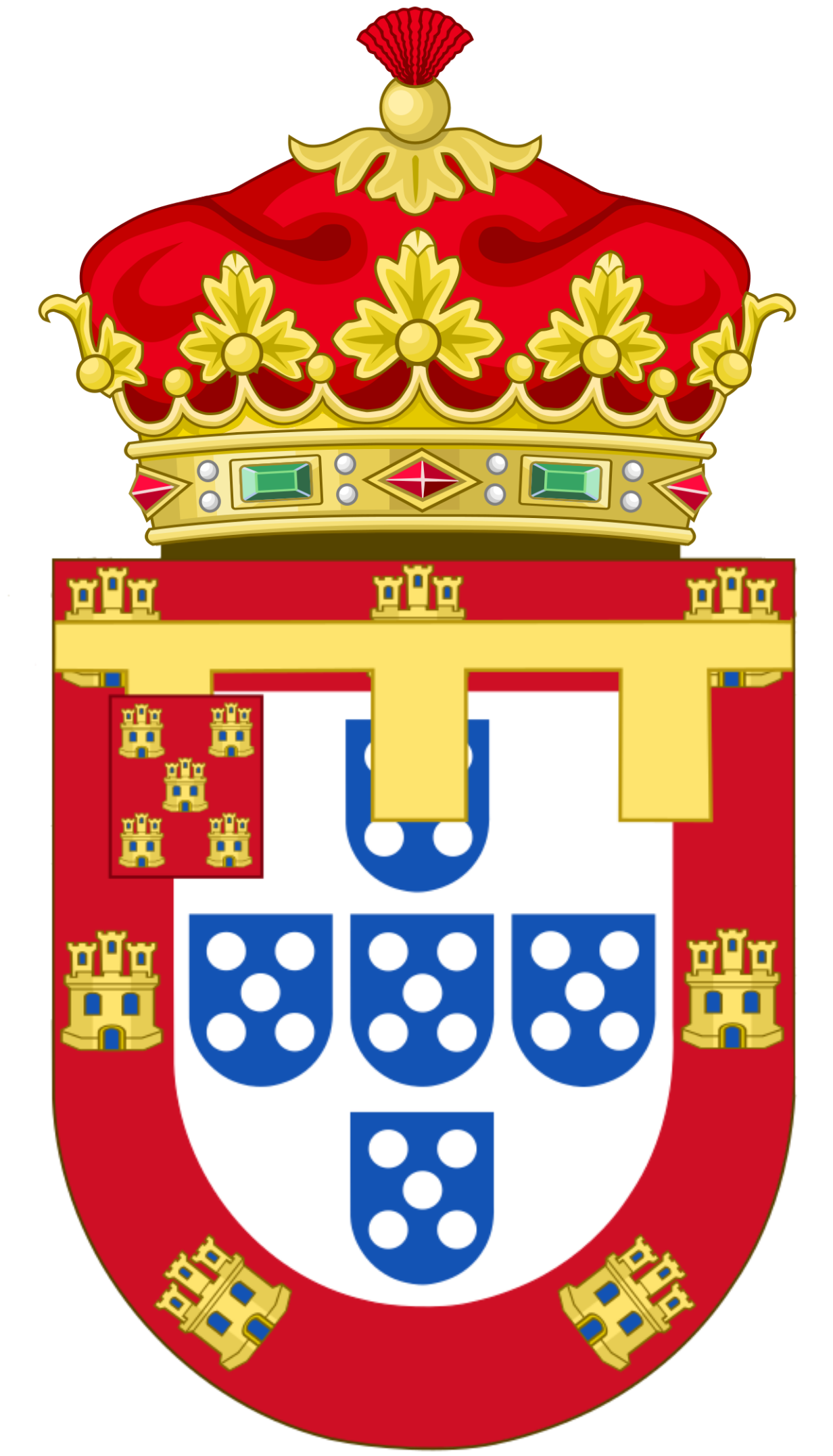
De oudste zoon
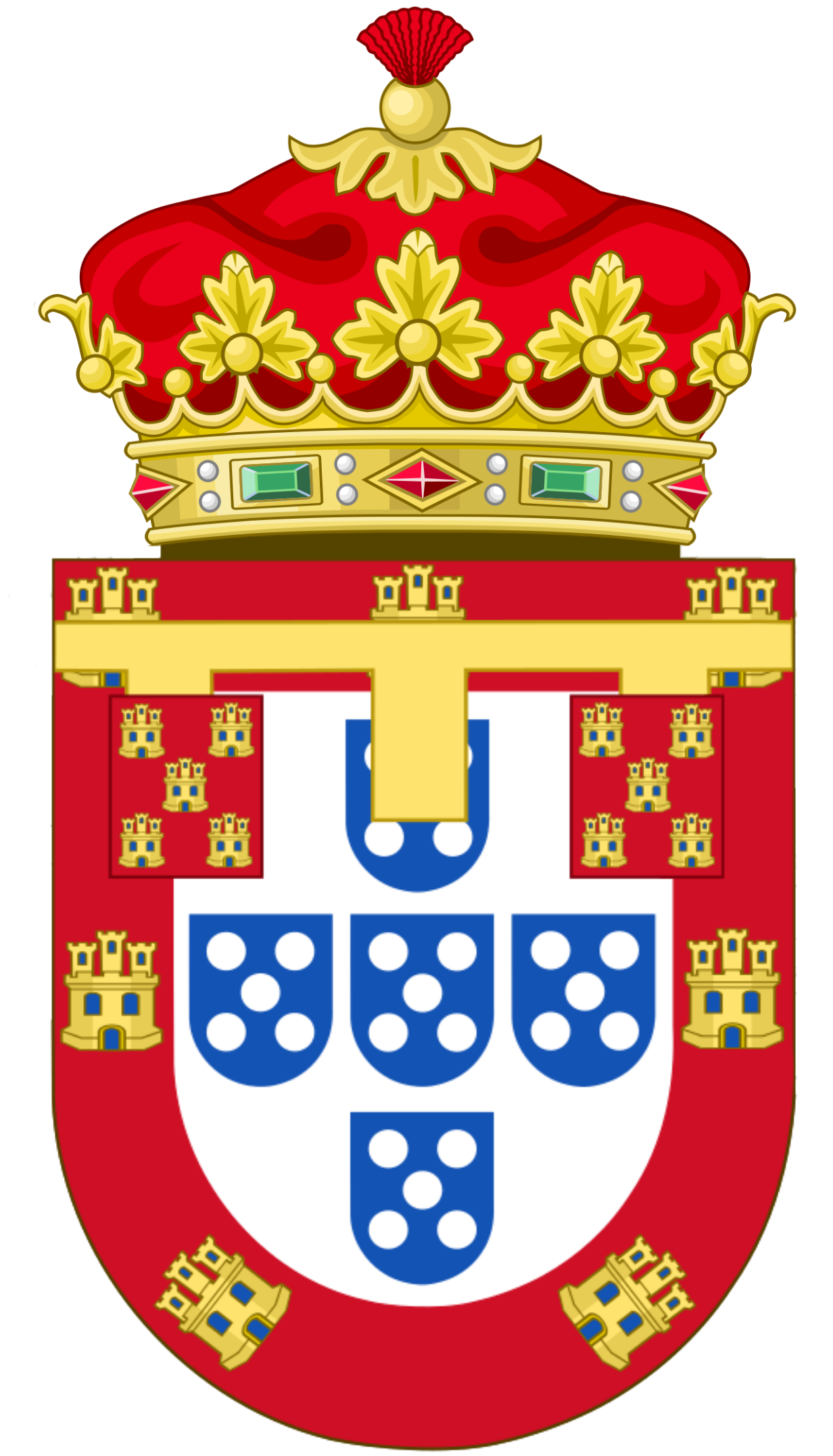
De tweede zoon
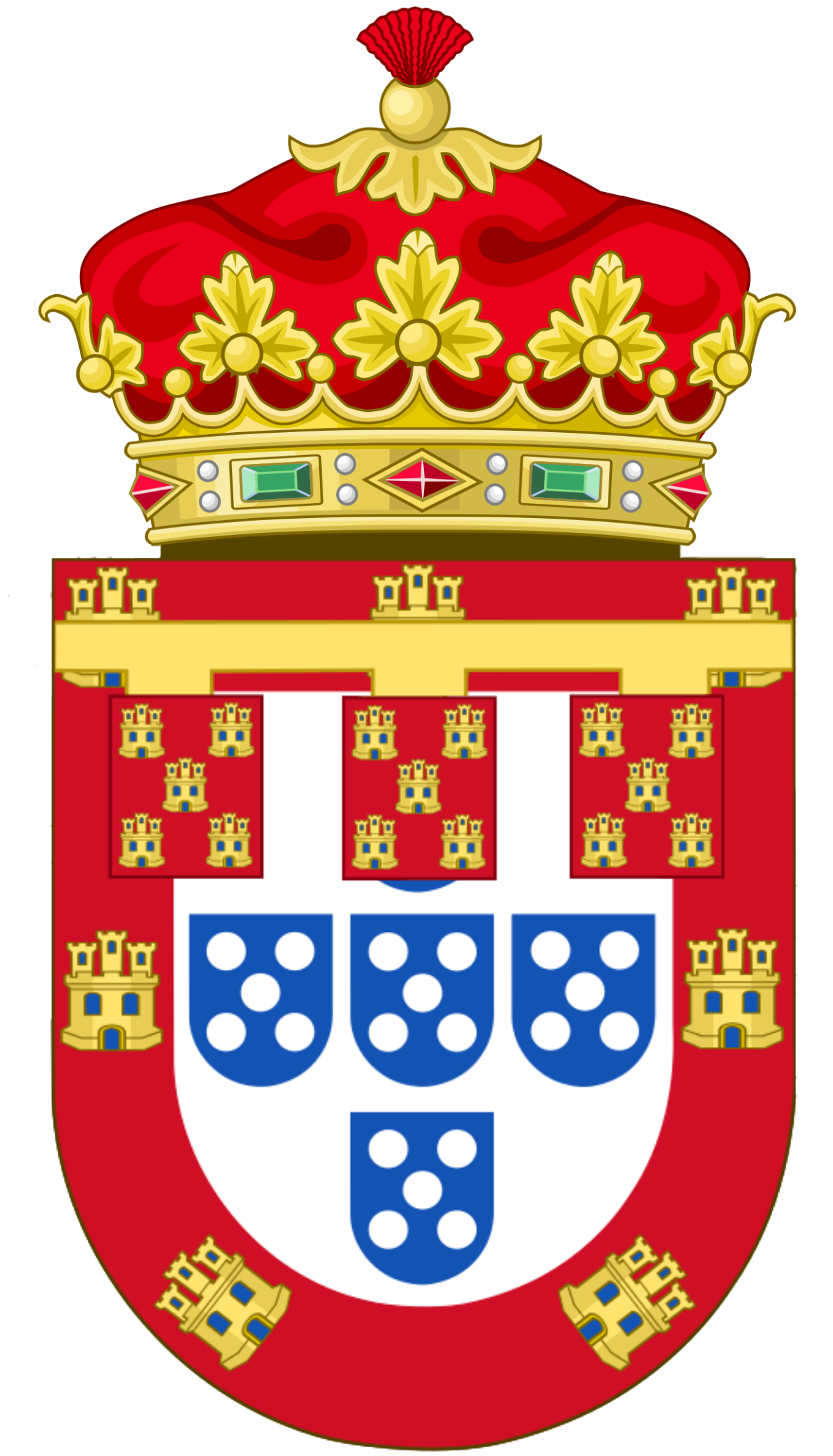
De derde zoon

## Brisures als teken van  bastaardij

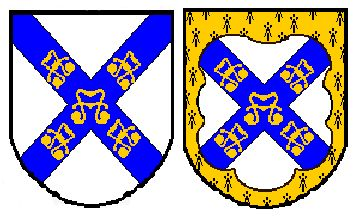
Een Sacheverell wapen en een bastaard van die familie met een opvallende schildzoom.
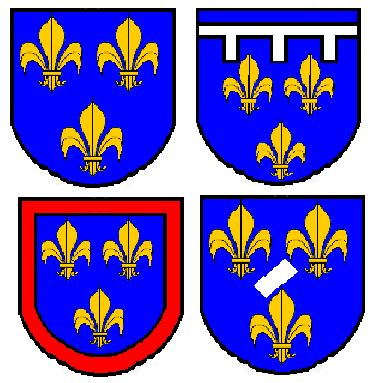
Een Franse Koning, de Hertog van Orleans (met barensteel, een Hertog van Anjou met rode schildzoom en een bastaard van de Franse Koning.
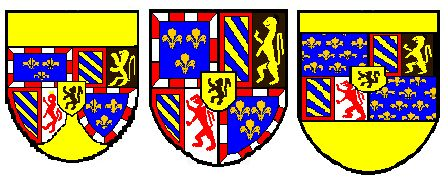
In het midden een Hertog van Bourgondië geflankeerd door de wapens van twee Bourgondische bastaarden.
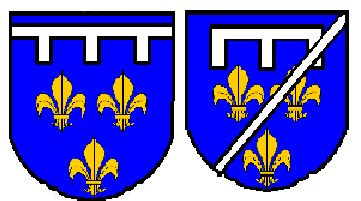
De hertog van Orleans en zijn bastaard Dunois.
Het wapen van de bastaard John Beaufort met een brede schuinbalk dexter.

adelaar · Agnus Dei · alliantiewapen · andreaskruis · ankerkruis · armoriaal · baldakijn · barensteel · bezant · Bourgondisch kruis · brisure · cartouche · centaur · cordelière · dekkleed · dorpsvlag · dorpswapen· drieberg · dubbelkoppige adelaar · dwarsbalk · fleur de lis · fleuron · Friese adelaar · gaande leeuw · gecarteleerd · Gelderse leeuw · gepaald · gravenkroon · groot wapen · griffioen · hartschild · helmkroon · helmteken · heraldische kleur · herautstuk · hermelijn · hoed · Hollandse tuin · huismerk · Jeruzalemkruis · karbonkel · keizerskroon · keper · koek · kromstaf · kroon · krukkenkruis · kwartier · kwartileren · kwartierzoom · leeuw · markiezenkroon · merlet · molenijzer · motto · muurkroon · nassaublauw · natuurlijke kleur · Nederlandse leeuw · Nederlandse Maagd · ombrellino · ordeketen · palen · pentagram · pijlenbundel · raadselwapen · raaf · respectant · riddertoernooi · rijksbanier · rijkskleuren · rijksstandaard · rijkswapen · roos · Rudolfinische keizerskroon · Saksenros · Saladins Adelaar · scharlakenrood · schildhoofd · schildhouder · schildvoet · schildzoom · schoof · schuinbalk · schuinstreep sinister · sinister · sleutels van Petrus · socialistische heraldiek · sprekend wapen · stadskleuren · standaard · stedenmaagd · ster · tinctuur · vair · vermeerdering · vlag · vorstenhoed · vrijheidshoed · vrijkwartier · vrouwenwapen · wapen · wapenbelasting · Wapenboek Beyeren · Wapenboek Gelre · wapenbord · wapendiploma · wapendier · wapenkast · wapenkoning · wapenmantel · wapenrecht · wapenrol · wapenstier · wapentent · wassende en afnemende maan · Waterlandse zwaan · Westfriese boomwapens · wildeman · wolfsangel · wrong